# Kalimba (singolo)
Kalimba è un singolo del DJ britannico Mr. Scruff, pubblicato il 14 luglio 2008 come estratto dal quinto album in studio Ninja Tuna.
Il brano è stato incluso dalla Microsoft tra le tracce campione disponibili sul sistema Windows 7, a cui deve buona parte suo successo.
Il video musicale pubblicato su Youtube dall'etichetta del singolo conta oltre un milione di visualizzazioni.
La traccia è stata interamente scritta dall'omonimo artista.

## Tracce
1. Kalimba – 5:50
2. Give Up to Get – 6:44